# Aire d'attraction de Saint-Père-en-Retz
L'aire d'attraction de Saint-Père-en-Retz est un zonage d'étude défini par l'Insee pour caractériser l’influence de la commune de Saint-Père-en-Retz sur les communes environnantes. Publiée en octobre 2020, elle se substitue à l'aire urbaine de Saint-Père-en-Retz, qui se composait d'une commune dans le zonage de 2010.

## Définition
L'aire d'attraction d'une ville est composée d’un pôle, défini à partir de critères de population et d’emploi ainsi que d’une couronne constituée des communes dont au moins 15 % des actifs travaillent dans le pôle. Le pôle d’attraction constitue ainsi un point de convergence des déplacements domicile-travail,.

## Géographie
L’aire d'attraction de Saint-Père-en-Retz est une aire intra-départementale qui ne comporte qu'une commune, localisée en Loire-Atlantique. 

### Composition communale
| Nom                                 | Code Insee | Département      | Statut         | Superficie (km2) | Population (dernière pop. légale) | Densité (hab./km2) | Modifier                                    |
| ----------------------------------- | ---------- | ---------------- | -------------- | ---------------- | --------------------------------- | ------------------ | ------------------------------------------- |
| Saint-Père-en-Retz (commune-centre) | 44187      | Loire-Atlantique | commune-centre | 62,72            | 4 701 (2022)                      | 75                 | modifier les données · modifier les données |

## Démographie
Cette aire est catégorisée dans les aires de moins de 50 000 habitants, une catégorie qui regroupe 12,2 % au niveau national.